# Tats Faustino
Tats Faustino es un cantautor, arreglista, percusionista, productor y director musical filipino nacido en Manila.

## Obras más conocidas
Compuso el tema musical "Hang On" para Gary Valenciano, "Hindi Magbabago" para Randy Santiago, "Dadalhin" para Regine Velásquez y "Pasko Nakaraang" para Kuh Ledesma, y también ha compuesto para Martín Nievera y más canciones originales para otros cantantes filipinos. Fue director musical y cantante de la banda a finales de la década de los 80, bajo la dirección de Babic Flores. Además es director residente de la música con la banda en SOP SOP Reglamento que se emite todos los domingos en la cadena televisiva de GMA y escribió y arregló el tema de Encantadia, Mahiwagang Puso, cantado por Karylle y Jerome John Hughes. Ha producido su propio álbum de composiciones suyas, Faustino Tats, publicado en 2006, con su último single titulado "Dehin Dehin".